# Ankang (hôpital)
Ankang est un réseau d'instituts psychiatriques en république populaire de Chine où seraient séquestrés des prisonniers politiques et des adeptes de Falun Gong
Selon Human Rights Watch il y aurait beaucoup de violence dans l'Ankang de Pékin.

## Liste des hôpitaux Ankang
- Hôpital Ankang de Pékin
- Hôpital Ankang de Chengdu
- Hôpital Ankang de Hangzhou
- Hôpital Ankang de Jinan
- Hôpital Ankang de Nanjing
- Hôpital Ankang du bureau de la sécurité publique de Ningbo
- Hôpital Ankang du bureau de la sécurité publique de Shanghai
- Hôpital Ankang de la municipalité de Tangshan
- Hôpital Ankang de la municipalité de Tianjin
- Hôpital Ankang de Wuan
- Hôpital Ankang de Xi'an